# Thladiantha
Thladiantha es un género con dos especies de plantas con flores perteneciente a la familia Cucurbitaceae. 

## Especies seleccionadas
| - Thladiantha dubia - Thladiantha oliveri |